# Jean Louis Marie Poiret
Jean Louis Marie Poiret (11 juni 1755—7 april 1834) was een Franse predikant,  botanicus en ontdekkingsreiziger. In 1785 en 1786 bestudeerde hij de flora van Algerije in opdracht van Lodewijk XVI. Na de Franse Revolutie werd hij hoogleraar in de natuurlijke historie aan de Grande école van Aisne.

## Vernoeming
Étienne Pierre Ventenat vernoemde in 1807 het geslacht Poiretia van de vlinderbloemenfamilie (Fabaceae) naar Poiret.

## Publicaties (selectie)
- Leçons de flore: Cours complet de botanique (1819–1820)
- Voyage en Barbarie, …, pendant les années 1785 et 1786 (1789)
- Histoire philosophique, littéraire, économique des plantes d'Europe; (1825–1829)
- met Jean-Baptiste de Lamarck, Encyclopédie méthodique: Botanique; (1789–1817)
- met Jean-Baptiste de Lamarck, Tableau encyclopédique et méthodique des trois règnes de la nature: Botanique; (1819–1823)

- Bibliothèque nationale de France: cb11920122v (data)
- Author citation (botany): Poir.
- Stuttgart Database of Scientific Illustrators 1450–1950: 12797
- Gemeinsame Normdatei: 115438610
- International Standard Name Identifier: 0000 0000 8108 0727
- Library of Congress Control Number: n81133678
- Nationale Bibliotheek van Tsjechië: mzk2009511583
- Nederlandse Thesaurus van Auteursnamen: 135718481
- Istituto Centrale per il Catalogo Unico: RMSV023930
- SNAC: w64j84r4
- Système universitaire de documentation: 027624366
- Museum of New Zealand Te Papa Tongarewa: 49940
- Virtual International Authority File: 29539330
- WorldCat: E39PBJqfJWjDtv9yxk7rjkkdQq